# Великая Добронь
Вели́кая До́бронь (укр. Велика Добронь) — село в Ужгородском районе Закарпатской области на реке Латорица. Административный центр Великодобронской сельской общины.

## Название
Существуют две версии происхождения названия:
- Согласно первой, название происходит от венгерской фамилии Добо.
- Согласно второй, название имеет славянское происхождение и образовано от слова «дубрава».

## История
Первые исторические источники о селе относятся к 1248 году. Документы 1270 и 1282 годов упоминают его как королевское имение под следующими названиями: «Dobron», «Dubrum», «Dubroп».
С XIV века селом владели Р. Доброни, Д. Доброни, Д. Доброрускаи и другие владельцы. Среди владельцев села в XV веке были известны семьи Добо, Перени, Даровци. С 1638 года добронскими землями владели трансильванские князья из венгерского княжеского рода Ракоци. В войске Ференца II Ракоци в освободительной войне венгерского народа против австрийской монархии Габсбургов (1703—1711 гг.) участвовало свыше 600 добронских крестьян. Источники XVIII века считали Великую Добронь мадьярским селом на тот исторический период.

## Современность
Село называют «украинской столицей паприки». Выращивание и переработка болгарского перца являются основным источником доходов сельчан, а бренд «добронская паприка» получил известность далеко за пределами Закарпатья. Здесь же проходит ежегодный фестиваль паприки, посвящённый как гастрономии, так и венгерской культуре в Закарпатье.

## Население
По данным переписи населения 2001 года, население Великой Доброни составляло 5607 человек, из которых 90,46 % являлись венграми.

## Достопримечательности
- В селе установлен памятник паприке, изображающий бабушку с внуком, нанизывающую болгарский перец на нитку[4].
- К северо-востоку от села расположен Великодобронский зоологический заказник[5].